# 沈熙載
沈熙載（？—？），字端揆，號玉城，直隸蘇州府崑山縣人，民籍，明朝政治人物。

## 生平
嘉靖十九年（1548年）庚子科應天府鄉試第二十二名舉人。嘉靖三十二年（1553年）中式癸丑科會試第三百七十九名，三甲第二百四十一名進士。刑部观政，授大理寺评事，升寺副，出为湖广按察司佥事，听调。

## 家族
曾祖沈敬；祖父沈寬；父沈箎，母丘氏。